# Jeremiah Johnson (film)
Jeremiah Johnson – amerykański western z 1972 roku w reżyserii Sydneya Pollacka z Robertem Redfordem w roli tytułowej. Film oparty na powieści Vardis Fisher The Mountain Man oraz opowiadaniu Crow Killer Raymonda Thorpa i Roberta Bunkera opowiadających o losach człowieka gór Johna „Liver-Eating” Johnsona.

## Obsada
- Robert Redford jako Jeremiah Johnson
- Will Geer jako Bear Claw Chris Lapp
- Stefan Gierasch jako Del Gue
- Delle Bolton jako Swan
- Josh Albee jako Caleb
- Joaquín Martínez jako Paints His Shirt Red
- Allyn Ann McLerie jako szalona kobieta
- Paul Benedict jako wielebny Lindquist
- Jack Colvin jako porucznik Mulvey
- Matt Clark jako Qualen